# Венанго (округ, Пенсільванія)
Шаблон:StateAbbr_ 41°24′ пн. ш. 79°46′ зх. д. / 41.4° пн. ш. 79.76° зх. д.
Округ Венанго (англ. Venango County) — округ (графство) у штаті Пенсільванія, США. Ідентифікатор округу 42121.

## Історія
Округ утворений 1805 року.

## Демографія
За даними перепису
2000 року
загальне населення округу становило 57565 осіб, зокрема міського населення було 26378, а сільського — 31187.
Серед мешканців округу чоловіків було 28103, а жінок — 29462. В окрузі було 22747 домогосподарств, 15926 родин, які мешкали в 26904 будинках.
Середній розмір родини становив 2,93.
Віковий розподіл населення:
| Стать    | До 15 років | 15-21 | 22-29 | 30-39 | 40-49 | 50-65 | 65-85 | Понад 85 |
| -------- | ----------- | ----- | ----- | ----- | ----- | ----- | ----- | -------- |
| Чоловіки | 5721        | 2769  | 2336  | 3741  | 4717  | 4816  | 3688  | 315      |
| Жінки    | 5496        | 2472  | 2271  | 3802  | 4723  | 5044  | 4902  | 752      |

## Суміжні округи
- Воррен — північ
- Форест — північний схід
- Клеріон — схід
- Батлер — південь
- Мерсер — захід
- Кроуфорд — північний захід

## Виноски
1. ↑  Census of Population and Housing. Census.gov. Архів оригіналу за 19 липня 2018. Процитовано 4 червня 2016.
2. ↑  American FactFinder. Бюро перепису населення США. Архів оригіналу за 26 лютого 2012. Процитовано 31 січня 2008.

| США | Це незавершена стаття з географії США. Ви можете допомогти проєкту, виправивши або дописавши її. |